# Phare d'Arranmore
Le phare d'Arranmore est un phare situé sur l'Île d'Arranmore au large des côtes du Comté de Donegal (Irlande). Il est géré par les Commissioners of Irish Lights (CIL).

## Histoire
La première station avait été établie en 1798 et elle est devenue inactive en 1832. Elle a été démolie pour fournir des matériaux de construction pour la nouvelle tour, à la mise en service du phare de Tory Island.
Le phare actuel a été érigé au nord-ouest de l'île d'Arranmore en 1865, il est identique à celui de Rathlin O'Birne. La tour ronde en pierre mesure 23 m, avec lanterne et galerie, est peinte en blanc. Sa lanterne possède une lentille de Fresnel de troisième ordre depuis 1953. Une maison de gardien de 2 étages se trouve à côté. Il a été électrifié en 1949, d'abord avec deux moteurs Lister alimentant des générateurs puis définitivement sur le réseau de l'île en 1970. Le phare est devenu entièrement automatique en 1976 et le gardien a déménagé dans le village.
Dominant le niveau de la mer de 71 m, il émet deux flashs blancs séparés de 4 secondes toutes les 20 secondes. Un feu auxiliaire, à une élévation de 61 m, émet un flash rouge toutes les 3 secondes en direction nord-ouest vers les rochers Stags Rocks.
L'île d'Arranmore, à 5 km au large du petit port de Burtonport, est accessible en ferry. Le phare est situé à 7 km au nord-ouest du seul village de l'île, Leabgarrow, où se trouve l'agent de maintenance de l'installation. La maison du gardien est inoccupée et le phare ne se visite pas.